# Orbis
Orbis là một đô thị thuộc thuộc huyện Donnersberg, Đức. Đô thị Orbis có diện tích 5,68 km², dân số thời điểm ngày 31 tháng 12 năm 2006 là 690 người.